# Nannobrachium hawaiiensis
Nannobrachium hawaiiensis är en fiskart som beskrevs av Zahuranec 2000. Nannobrachium hawaiiensis ingår i släktet Nannobrachium och familjen prickfiskar. Inga underarter finns listade i Catalogue of Life.